# Congiopodidae
Famille
Les Congiopodidae forment une famille de poissons téléostéens de l'ordre des Scorpaeniformes.

## Liste des genres
Selon World Register of Marine Species (12 avril 2020) :
- genre Alertichthys Moreland, 1960 -- 1 espèce
  - espèce Alertichthys blacki Moreland, 1960
- genre Congiopodus Perry, 1811 -- 6 espèces
  - espèce Congiopodus coriaceus Paulin & Moreland, 1979
  - espèce Congiopodus kieneri Sauvage, 1878
  - espèce Congiopodus leucopaecilus Richardson, 1846
  - espèce Congiopodus peruvianus Cuvier, 1829
  - espèce Congiopodus spinifer Smith, 1839
  - espèce Congiopodus torvus Gronow, 1772
- genre Zanclorhynchus Günther, 1880 -- 2 espèces
  - espèce Zanclorhynchus spinifer Günther, 1880
  - espèce Zanclorhynchus chereshnevi Balushkin & Zhukov, 2016